# Phaeoseptoria eucalypti
Phaeoseptoria eucalypti är en svampart som beskrevs av Hansf. 1957. Phaeoseptoria eucalypti ingår i släktet Phaeoseptoria och familjen Phaeosphaeriaceae.   Inga underarter finns listade i Catalogue of Life.